# Zróżnicowanie społeczne
Zróżnicowanie społeczne lub dyferencjacja społeczna – wynik empirycznych badań socjologicznych, które mają na celu dowiedzenie między jakimi grupami społecznymi występują zróżnicowania (ujęcie podmiotowe) oraz pod jakimi względami występują te różnice (ujęcie przedmiotowe). 
Do najczęściej stosowanych kryteriów podziału społeczeństwa na grupy należą: 
- kryterium miejsca zamieszkania
- kryterium klasowo-warstwowe
- kryterium społeczno-zawodowe
- kryterium aktywności zawodowej
- kryterium płci
- kryterium wieku

W badaniach uwzględniane są następujące wymiary zróżnicowania społecznego: wykształcenie, dochody, poziom konsumpcji, styl życia, aktywność kulturalna, partycypacja polityczna.